# 정재복
정재복(鄭載福, 1981년 2월 13일 ~ )은 전 KBO 리그 넥센 히어로즈의 투수이자, 현 KBO 리그 성남 블루팬더스의 투수코치이다.

## 선수 시절

### 아마추어 시절
인천고등학교 1학년 때에는 투수로 활동하였으나, 2학년과 3학년 때에는 주로 유격수로 활동하였다. 인천고등학교 졸업 후 인하대학교에 진학하면서 주 포지션을 투수로 전향했다. 입단 전 2002년 아시안 게임 금메달을 획득했다.

### LG 트윈스시절
1999년 신인 드래프트에서 2차 6라운드 지명을 받았으나 인하대학교에 진학했다. 졸업 후 2003년에 입단하여 주로 중간 계투로 등판했고, 2008년 우규민의 부진으로 인해 마무리로 보직이 변경되었다. 2013 시즌 후 방출되었다.

### 넥센 히어로즈시절
2014년 넥센 히어로즈에 신고선수로 입단했다.

## 야구선수 은퇴 후
2015년부터 넥센 히어로즈 육성군 투수 코치로 활동했다.

## 출신 학교
- 상인천초등학교
- 상인천중학교
- 인천고등학교
- 인하대학교 체육교육과 99학번

## 통산 기록
| 년도 | 팀    | 평균자책 | 경기수 | 승 | 패 | 세 | 홀드 | 완투 | 완봉 | 이닝    | 피안타 | 피홈런 | 4사구 | 탈삼진 | 실점 | 자책점 |
| ---- | ----- | -------- | ------ | -- | -- | -- | ---- | ---- | ---- | ------- | ------ | ------ | ----- | ------ | ---- | ------ |
| 2003 | LG    | 0.00     | 1      | 0  | 0  | 0  | 0    | 0    | 0    | 1 2/3   | 0      | 0      | 2     | 1      | 0    | 0      |
| 2004 | LG    | 5.13     | 40     | 4  | 4  | 2  | 3    | 0    | 0    | 86      | 87     | 14     | 39    | 56     | 50   | 49     |
| 2005 | LG    | 4.10     | 65     | 5  | 3  | 4  | 14   | 0    | 0    | 79      | 76     | 5      | 41    | 63     | 39   | 36     |
| 2006 | LG    | 3.59     | 29     | 7  | 10 | 0  | 0    | 0    | 0    | 143     | 126    | 9      | 52    | 63     | 64   | 57     |
| 2007 | LG    | 4.42     | 44     | 6  | 5  | 1  | 2    | 0    | 0    | 126 1/3 | 134    | 6      | 40    | 71     | 65   | 62     |
| 2008 | LG    | 3.89     | 55     | 4  | 10 | 13 | 10   | 0    | 0    | 71 2/3  | 71     | 2      | 29    | 44     | 31   | 31     |
| 2009 | LG    | 6.35     | 4      | 1  | 1  | 0  | 0    | 0    | 0    | 22 2/3  | 22     | 7      | 9     | 15     | 16   | 16     |
| 통산 | 7시즌 | 4.26     | 238    | 27 | 33 | 20 | 29   | 0    | 0    | 530 1/3 | 516    | 43     | 212   | 313    | 265  | 251    |